# 野中民美代
野中 民美代（のなか たみよ、5月29日 - ）は日本の女性声優、ナレーター、アナウンサー。神奈川県出身。賢プロダクション所属。

## 略歴
1973年、アナウンサーとして大分放送に入社。1977年、フリーとなる。ナレーションを中心に、報道番組、インタビュー番組等に出演。専門学校・朗読セミナーにて美しい日本語表現・朗読の講師他、新入社員研修など企業研修も行う。

## 人物
特技は料理すること、食べること。趣味は旅行、ゴルフ（万年初心者）、人の話を聞くこと。
野村道子プロデュースのユニット「FOUR ROSES」の一人として朗読公演に参加している。

## 出演

### テレビアニメ
- 怪盗セイント・テール（1995年、シスター）

### ドラマCD
- 最終神話戦争イデアオペラ（クロト）

### ゲーム
- ゼルダの伝説 ティアーズ オブ ザ キングダム（2023年、ミネル）

### ナレーション
- 知ってるつもり〜女帝シリーズ(NTV)
- 徳光和夫の情報スピリッツ(TX)
- 目撃ドキュン(ANB)
- 輝く命／番宣（TX）
- 横川メディカルシステム(VP)
- 資生堂研究所(VP)
- 建設省 水防イベント(VP)
- 空へ宇宙へ　JAXA2006(VP)
- 大地を潤す水(VP)
- ゆりかもめシステム(VP)
- 野菜・茶業試験場(PR VP)
- 横浜市教育委員会 教材用・社会科(VP)
- 横浜市教育委員会 教材用・理科(VP)
- 横浜市教育委員会 教材用・社会科〜Digital 吉田新田(CD-ROM)
- 横浜市教育委員会 教材用・理科〜火山噴火と横浜の土地のつくり(CD-ROM)
- 午後は○○おもいっきりTV／今日は何の日(NTV)
- 食品衛生管理(VP)
- ホースステーション〜馬の国から(CS)
- JTB　日本の旬キャンペーン(VP)
- 苗場〜農を以って立町の基と為す(VP)
- 23区清掃とリサイクル(VP)
- 明日を拓く芦北大橋(VP)
- 箱崎町工区土木工事ビデオ(VP)

### CM
- 横浜松坂屋
- 西川産業
- 日清やきそばUFO
- TBS ブリタニカ
- 横浜国際航空

### ラジオCM
- 師岡熊野神社
- ブルーダイアモンド・アーモンド

### ラジオ
- 歌のない歌謡曲(OBS)
- ニュース(RF)
- ワールドマーケット・ナウ(RF)

### 司会
- 横浜福祉の風土づくり20周年記念シンポジウム
- 水沢アキ トークショー
- テレビ朝日軽井沢夏期イベント
- 日英任意後見制度の動向についてシンポジウム